# 마티아스 실베스트레
마티아스 아구스틴 실베스트레(스페인어: Matías Agustín Silvestre, 1984년 9월 25일, 메르세데스 ~ )는 과거 센터백으로 활약했던 아르헨티나의 전 축구선수이다.

## 클럽 경력

### 보카 주니어스
실베스트레는 아르헨티난 축구 클럽 보카 주니어스에서 선수 생활을 시작했고, CA 라누스를 3-1로 이긴 경기에서 리그 데뷔전을 치렀다. 실베스트레는 곧 보카 주니어스의 선발 선수가 되었고 2003년부터 2007년 사이에 그는 63경기에 출전하여 6골을 넣었다. 그는 보카 주니어스에서 있는 동안 중앙 수비수와 오른쪽 풀백 수비수로 뛰었다. 2007년에서 인상적인 모습을 보인후, 실베스트레는 이탈리아 축구팀 카타니아로 이적하였다.

### 칼초 카타니아
2008년 겨울 이적 시장 동안에, 실베스트레는 시칠리아를 연고로 하는 축구팀 카타니아로 임대되었다. 그의 카타니아에서의 첫 6개월은 당시 팀의 감독이였던 실비오 발디니하에서 11경기 출전에 그쳤고, 거기서도 선발 출전은 5경기 정도이며 썩 좋지는 않았다. 그러나 그의 임대 생활은 발디니 감독 경질되고 왈테르 젱가가 부임하면서, 2008년 여름 이적 시장에 영구 계약으로 전환되었다. 그는 곧 카타니아의 1군 선수중 중요한 선수가 되었고 2008-09 시즌에 3연속 강등을 면하는등 훌륭한 성적을 거두는데 영향을 미쳤다. 실베스트레는 2008-09 시즌 동안 팀의 어떤 동료들보다 많이 출전한 수비수로서, 시칠리아에서 그의 세 번째 시즌을 빛냈다. 그는 파블로 알바레스, 니콜라스 스폴리, 크리스티안 테를리치, 치로 카푸아노 등과 함께 단단한 수비진을 구성해, 카타니아가 세리에 A에서 그들의 승점 경신, 리그에서 13위, 38경기에서 45 실점만을 이뤄냈다. 세리에 A 2010-11 시즌, 실베스트레는 2011년 1월 31일에 주세페 마스카라가 나폴리로 이적하면서 주장이 되었다. 그는 116경기에 출전하여 7골을 넣었고, 그중 6골은 2010-11 시즌 동안에 넣은 것이다.

### 팔레르모
2011년 8월 9일, 그는 730만 유로에 팔레르모로 이적하였다. 그는 인테르나치오날레에게 4-3 승리를 거둔 2011년 9월 11일에 데뷔전을 치렀다. 그는 볼로냐를 3-1로 이긴 경기에서 팔레르모 이적후 첫 골을 넣었다.